# キルトに綴る愛
『キルトに綴る愛』（ - つづるあい、原題：How to Make an American Quilt）は、ホイットニー・オットーの小説を原作とした1995年のアメリカ合衆国の映画である。

## ストーリー
大学院生のフィンは、卒論を仕上げるために祖母ハイとその姉グラディが暮らす家にやって来た。やがてそこにはキルトを作るために女たちが集まり、それぞれの恋愛話を語り出す......。女七人の話がキルトを綴るように語られていく、恋愛についての物語。

## キャスト
※括弧内は日本語吹替
- フィン - ウィノナ・ライダー（小林優子）
- サム - ダーモット・マローニー（入江崇史）
- グラディ - アン・バンクロフト（藤波京子）
- ハイ - エレン・バースティン（浅井淑子）
- ソフィア - ロイス・スミス
- エム - ジーン・シモンズ
- アンナ - マヤ・アンジェロウ
- マリアンナ - アルフレ・ウッダード
- コンスタンス - ケイト・ネリガン
- サリー - ケイト・キャプショー（宮寺智子）
- ディーン - デリック・オコナー（佐々木勝彦）
- レオン - ジョナサン・シェック
- アーサー - リップ・トーン
- 若き日のソフィア - サマンサ・マシス（田中敦子）
- プレストン - ローレン・ディーン（藤原啓治）
- ソフィアの母 - メリンダ・ディロン
- 若き日のエム - ジョアンナ・ゴーイング（湯屋敦子）
- 若き日のディーン - ティム・ギニー
- ハウエル - リチャード・ジェンキンス
- ポーリーンおばさん - エスター・ローレ
- 若き日のアンナ - マリア・セレドニオ
- ベック - ジャレッド・レト
- 若き日のグラディ - クレア・デインズ（田中敦子）
- 若き日のハイ - アリシア・ゴランソン
- ルーベンス夫人 - ホランド・テイラー
- ウィンストン - ミケルティ・ウィリアムソン（藤原啓治）

## 評価
第2回全米映画俳優組合賞キャスト賞にノミネートされた。